# Hammarsland
Hammarsland är en tätort i Øygardens kommun i Vestland fylke i västra Norge. Orten ligger vid fylkesväg 560 på den södra delen av ön Sotra.
Orten tillhörde tidigare dåvarande Sunds kommun i Hordaland fylke.